# Grande Macchia Rossa

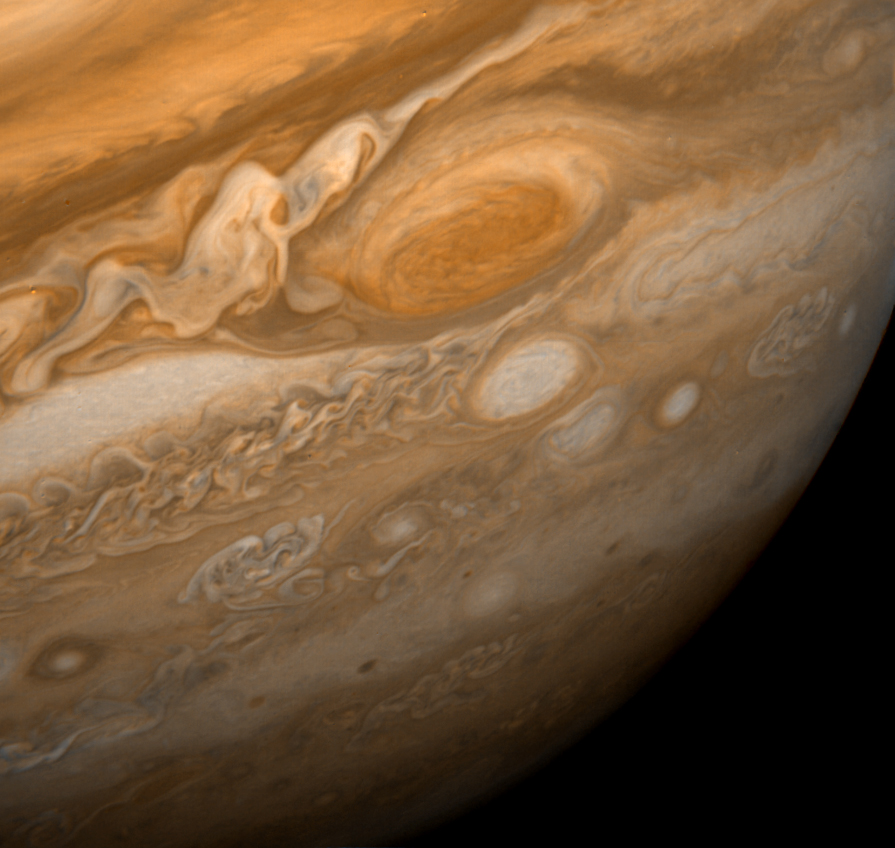
Vista della Grande Macchia Rossa di Giove e dei suoi dintorni ripresa dal Voyager 1 il 25 febbraio 1979, quando la sonda si trovava a circa 9 milioni di chilometri di distanza. L'immagine mostra dettagli grandi circa 160 chilometri. La regione colorata e piena di onde a sinistra della Macchia Rossa è sede di moti straordinariamente complessi. L'ovale bianco subito sotto la Macchia Rossa ha le stesse dimensioni della Terra.

La Grande Macchia Rossa è una vasta tempesta anticiclonica, posta a 22° sotto l'equatore del pianeta Giove, che dura da almeno 300 anni. La tempesta, la più grande del sistema solare, è visibile dalla Terra anche con telescopi amatoriali.

## Descrizione
La Grande Macchia Rossa ruota in verso antiorario, con un periodo di sei giorni terrestri, corrispondenti a 14 giorni gioviani. Misura 24-40 000 km da ovest ad est e 12-14 000 km da sud a nord. La macchia è sufficientemente grande da contenere tre pianeti delle dimensioni della Terra. All'inizio del 2004 la Grande Macchia Rossa aveva approssimativamente la metà dell'estensione longitudinale che aveva un secolo prima, quando misurava 40 000 km in diametro. All'attuale velocità di riduzione potrebbe diventare circolare nel 2040, sebbene ciò sia improbabile a causa degli effetti distorsivi delle correnti a getto vicine ad essa. Non è noto quanto possa durare la macchia o se i cambiamenti osservati siano il risultato di fluttuazioni normali.
Il diametro della Macchia Rossa è diminuito nel corso del XX secolo. Dall'inizio del XXI secolo pare ridursi ad un ritmo più elevato, di quasi 1000 km all'anno, e la forma sta cambiando da quella di un ovale a quella di un cerchio. La dimensione misurata nel senso da nord a sud è cambiata poco, mentre è diminuita notevolmente la dimensione da est a ovest. Se alla fine dell'ottocento sulla base di osservazioni storiche la Macchia Rossa aveva un diametro di 41 000 km, nel 1979 il diametro si era ridotto a circa 23 000 km al tempo del passaggio della Voyager 2, per poi diminuire ulteriormente nel 1995 a 20 000 e a 17 700 km nel 2009. È tuttavia a partire dal 2012 che si è osservato, dopo alcune segnalazioni di astronomi amatoriali, che la Macchia si sta riducendo a ritmi più serrati, di quasi 1000 km all'anno. In base a osservazioni compiute dal telescopio spaziale Hubble, nel 2014 il diametro massimo della Macchia Rossa è sceso a 16 500 km, il valore più piccolo mai misurato dagli astronomi.

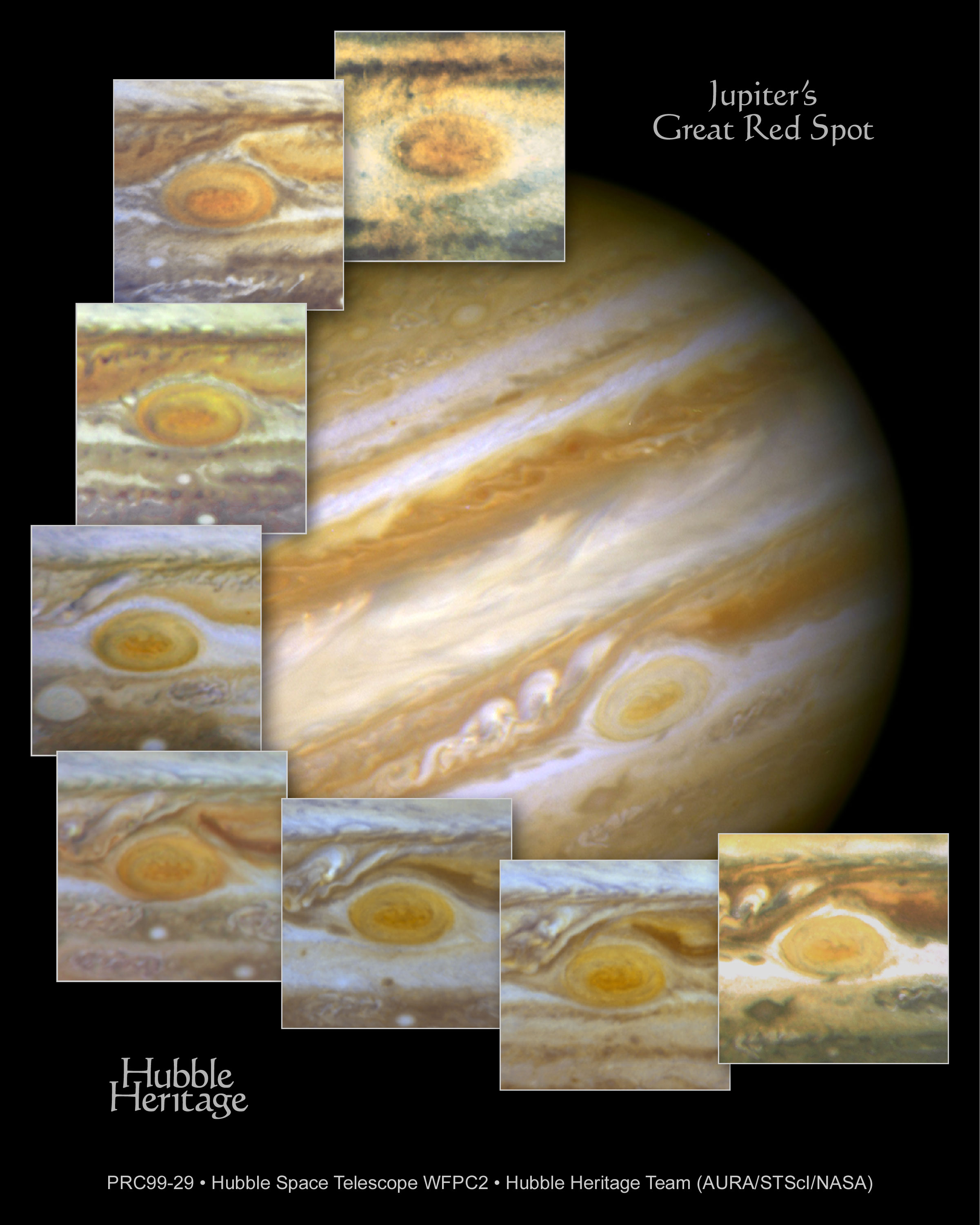
L'evoluzione recente della Grande Macchia Rossa ripercorsa attraverso le immagini inviate da diverse sonde della NASA.

Osservazioni nell'infrarosso hanno indicato che la Grande Macchia Rossa è più fredda (e quindi, raggiunge altitudini maggiori) della maggior parte delle altre nubi sul pianeta (con una temperatura che è inferiore a −160 °C (113 K)); lo strato più alto di nubi della Grande Macchia Rossa svetta di circa 8 km dagli strati circostanti. Inoltre, la circolazione antioraria della macchia è attestata dal 1966 grazie ad un attento monitoraggio delle strutture atmosferiche gioviane ed è stata confermata dai primi filmati inviati dalle sonde Voyager.
Nel 2010, grazie ad un gruppo di ricerca guidato dall'Università di Oxford che si è servita del Very Large Telescope dell'ESO e del telescopio Gemini Sud (entrambi situati in Cile) e del telescopio giapponese Subaru nelle Hawaii, i ricercatori hanno potuto osservare regioni della Grande Macchia Rossa di Giove mai osservate prima, notando che il colore più rosso corrisponde a un "nucleo" caldo all'interno di una tempesta più fredda, con linee scure ai confini della stessa dove i gas si inabissano nelle regioni più profonde del pianeta.. Gli astronomi hanno ricostruito una mappa di temperatura, aerosol e ammoniaca della tempesta per comprendere come la circolazione cambia nello spazio e nel tempo. La parte centrale della macchia, di colore arancio-rosso, è di circa 3 o 4 gradi più calda rispetto all'ambiente circostante; questa differenza di temperatura è abbastanza marcata da permettere alla circolazione della tempesta, di solito antioraria, di cambiare senso divenendo debolmente oraria nella regione centrale. Anche in altre parti di Giove, la variazione di temperatura è sufficiente per alterare le velocità del vento e influenzare gli schemi di nubi nelle diverse fasce e zone. Sul suo confine meridionale la macchia è confinata spazialmente da una corrente a getto di modesta entità e diretta verso est (prograda) mentre sul suo confine settentrionale è confinata da una corrente a getto molto potente e diretta verso ovest (retrograda). Sebbene i venti intorno ai lati della macchia soffino a circa 120 m/s (430 km/h), le correnti all'interno di essa sembrano stagnanti, con pochi flussi in ingresso o in uscita. Il periodo di rotazione della macchia è diminuito col tempo, forse come conseguenza della costante riduzione nelle dimensioni.
La latitudine della Grande Macchia Rossa è rimasta stabile per tutto il tempo in cui sono disponibili osservazioni attendibili, variando tipicamente entro un grado. La sua longitudine, tuttavia, varia costantemente. Poiché Giove non ruota uniformemente a tutte le latitudini (presenta infatti una rotazione differenziale come anche gli altri giganti gassosi), gli astronomi hanno definito tre differenti sistemi per definirne la latitudine. Il sistema era usato per le latitudini superiori ai 10° ed era originariamente basato sulla velocità media di rotazione della Grande Macchia Rossa, pari a 9h 55m 42s. Nonostante ciò, la macchia ha doppiato il pianeta nel II sistema almeno 10 volte dai primi dell'Ottocento. La sua velocità di deriva è cambiata sensibilmente negli anni ed è stata correlata alla luminosità della banda equatoriale meridionale (South Equatorial Belt, SEB) ed alla presenza o assenza di un disturbo tropicale meridionale (South Tropical Disturbance, STrD).

Animazione della Grande Macchia Rossa.

Non è ancora noto cosa determini la colorazione rossa della macchia. Alcune teorie supportate da dati sperimentali suggeriscono che il colore possa essere causato da complesse molecole organiche, fosforo rosso o un composto dello zolfo. La Grande Macchia Rossa varia notevolmente in gradazione, dal rosso mattone al salmone pastello, ed anche al bianco. La macchia scompare occasionalmente, rimanendo evidente soltanto per il buco (Red Spot Hollow) che è la sua nicchia nella banda equatoriale meridionale (SEB). La visibilità della Macchia è apparentemente accoppiata con l'aspetto della banda equatoriale meridionale: quando la banda è di un bianco brillante, la macchia tende ad essere scura; quando la banda è di colore scuro, la macchia è abitualmente luminosa. I periodi in cui la macchia è scura o luminosa si ripetono con intervalli irregolari: ad esempio la macchia era scura nel 1997, e nei cinquant'anni precedenti, nei periodi compresi tra 1961–66, 1968–75, 1989–90 e 1992–93.
La Grande Macchia Rossa non deve essere confusa con la Grande Macchia Scura (Great Dark Spot), una struttura osservata nel 2000 in prossimità del polo nord del pianeta dalla sonda Cassini; va notato che anche una struttura atmosferica di Nettuno è chiamata Grande Macchia Scura. Quest'ultima fu osservata dalla sonda Voyager 2 nel 1989 e potrebbe trattarsi di un buco nell'atmosfera del pianeta piuttosto che di una tempesta; inoltre non è stata osservata nel 1994 (sebbene una macchia simile sia apparsa più a nord). Tempeste simili sono state osservate su Saturno, che ha avuto brevemente grandi macchie bianche. Né si deve pensare che la Grande Macchia Rossa sia l'unica tempesta su Giove. Sul pianeta infatti compaiono numerose altre tempeste di minore entità, indicate genericamente come ovali bianchi o bruni a seconda del colore e generalmente senza una denominazione. Gli ovali bianchi sono in genere composti da nuvole relativamente fredde nell'alta atmosfera. Gli ovali marroni sono più caldi, e si trovano ad altezza normale. Queste tempeste possono durare indifferentemente poche ore o molti secoli.

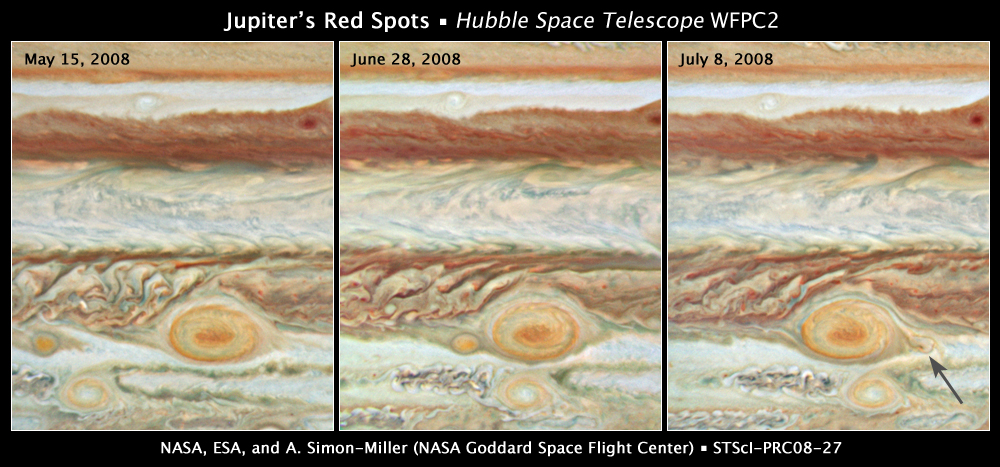
L'Ovale BA (in basso), la Grande Macchia Rossa (in alto) e la "Macchia Rossa Neonata" (nel mezzo) durante un rapido incontro nel giugno del 2008.

Dal 2000 la fusione di tre grandi ovali bianchi ha portato alla formazione di una nuova grande tempesta che da allora è andata sempre intensificandosi. Denominata ufficialmente Ovale BA è stata chiamata informalmente Piccola Macchia Rossa e Macchia Rossa Jr. quando ha iniziato a colorarsi di rosso. Le simulazioni suggeriscono che la Macchia possa assorbire tempeste più piccole, e in effetti episodi simili sono stati intravisti al telescopio. In particolare, all'inizio del 2008 la NASA ha scoperto un'altra nuova frammentazione della Grande Macchia Rossa, denominata Macchia Rossa Neonata (Baby Red Spot), una piccolissima formazione ciclonica distaccatasi dalla Grande Macchia Rossa che all'inizio di ottobre 2008 è stata riassorbita nuovamente dopo un transito.

## Storia osservativa
Il primo avvistamento della Grande Macchia Rossa è spesso accreditato a Robert Hooke, che descrisse una macchia su Giove nel maggio 1664; tuttavia, è probabile che la macchia di Hooke fosse nella banda sbagliata (la banda equatoriale settentrionale, rispetto alla posizione attuale nella banda equatoriale meridionale). Più convincente risulta la descrizione di Giovanni Cassini di una "macchia permanente", fornita l'anno seguente. Con fluttuazioni nella visibilità, la macchia di Cassini fu osservata dal 1665 al 1713.

Sequenza di avvicinamento della Voyager 1 a Giove. Si notino le tempeste e le bande. Immagine NASA

Un mistero minore è relativo ad una macchia gioviana ritratta nel 1711 in un dipinto da Donato Creti, esposta nella Pinacoteca vaticana. Il dipinto è parte di una serie di pannelli, le Osservazioni astronomiche, in cui differenti corpi celesti (ingranditi) fanno da sfondo a varie scene italiane; la creazione di questa serie è stata supervisionata dall'astronomo Eustachio Manfredi per garantirne l'accuratezza. Il dipinto di Creti è la prima rappresentazione a riportare la Grande Macchia Rossa di colore rosso. Nessuna struttura gioviana era stata descritta di quel colore prima del tardo Ottocento.
La Grande Macchia Rossa attuale fu vista solo dopo il 1830 e ben studiata solo dopo un'apparizione di rilievo del 1879. Un salto di 118 anni separa le osservazioni del 1830 dalla sua scoperta, nel XVII secolo; non è noto se la macchia originaria si sia dissolta e poi ricostituita, se sia sbiadita, o anche se i resoconti delle osservazioni furono semplicemente di scarsa qualità. Le macchie più vecchie ebbero una storia osservativa più breve ed un moto più lento rispetto alla macchia attuale e ciò rende la loro identificazione incerta. Il 25 febbraio 1979, quando la Voyager 1 era a 9,2 milioni di km da Giove, trasmise alla Terra la prima immagine dettagliata della Grande Macchia Rossa. Erano riconoscibili dettagli nuvolosi delle dimensioni minime di 160 km. Il colorato motivo ondoso delle nuvole ad ovest (sinistra) della Grande Macchia Rossa è la regione di coda della macchia, dove sono osservabili moti nuvolosi estremamente complessi e variabili.